# Dave Parker
Pour les articles homonymes, voir Parker.
David Gene Parker, dit Dave Parker, né le 9 juin 1951 à Grenada (Grenada, Mississippi) et mort le 28 juin 2025 à Cincinnati (Ohio), est un voltigeur de droite américain des Ligues majeures de baseball. Il joue de 1973 à 1991, s'illustrant notamment avec les Pirates de Pittsburgh, les Reds de Cincinnati et les A's d'Oakland.
Surnommé « Le Cobra », Dave Parker reçoit 7 sélections au match des étoiles, gagne 3 Bâtons d'argent et 3 Gants dorés, remporte 2 fois la Série mondiale et 2 fois le championnat des frappeurs, et est nommé joueur par excellence de la Ligue nationale de baseball en 1978.

## Carrière

### Pirates de Pittsburgh
Dave Parker joue avec les Pirates de Pittsburgh au cours des 11 premières saisons d'une carrière dans les majeures entreprise en 1973. 
En 1975, il affiche pour la première fois une moyenne au bâton supérieure à ,300, un exploit qu'il réussit à 6 reprises en carrière. Il domine la Ligue nationale pour la moyenne de puissance (,541) et totalise 101 points produits.
En 1977, il remporte son premier championnat des frappeurs avec une moyenne au bâton de ,338, sa plus élevée en carrière. Il mène aussi la Nationale pour les coups sûrs (215) et les doubles (44).
En 1978, il décroche un second championnat des frappeurs consécutif, menant les majeures avec une moyenne au bâton de ,334. Il affiche la meilleure moyenne de puissance (,585) de la Nationale. Avec 30 coups de circuit et 117 points produits, il reçoit le titre de joueur par excellence de la saison 1978 dans la Ligue nationale.
Après la saison, les Pirates le récompensent en faisant de lui le premier joueur des majeures à recevoir un contrat d'un million de dollars US par saison.
En 1979, à sa 4e présence en 5 ans sur l'équipe d'étoiles à la mi-saison, il est choisi joueur par excellence de la partie d'étoiles. Il contribue aux succès des Pirates, champions de la Série mondiale 1979.
Un des frappeurs les plus redoutables de la seconde moitié des années 1970, Parker voit cependant ses statistiques rapidement décliner au début des années 1980, en raison de blessures et de sa dépendance à la cocaïne. Il est une des figures centrales d'un scandale qui éclate à cette époque dans les Ligues majeures au sujet de la consommation de drogues de plusieurs joueurs, notamment des membres de Pirates de Pittsburgh.

### Reds de Cincinnati
Engagé à titre d'agent libre par les Reds de Cincinnati en 1984, Dave Parker entreprend d'y relancer sa carrière. En 1985, il affiche de nouveaux sommets en carrière avec 34 coups de circuit et 125 points produits. Il domine la Nationale pour cette dernière statistique, ainsi que pour les doubles, avec 42. 
En 1986, alors qu'il joue pour les Reds, il est poursuivi par son ancienne équipe, les Pirates de Pittsburgh. Ceux-ci arguent que le lucratif contrat qui lui fut accordé à la fin de la décennie 1970 fut un mauvais investissement, puisque les problèmes de Parker avec la drogue ont contribué à une diminution marquée de ses performances sur le terrain. L'affaire fut réglée hors cour mais laissa Parker amer.

### Athletics d'Oakland
Il rejoint aux Athletics d'Oakland en 1988 et ne quitte plus la Ligue américaine, où le vétéran voltigeur de droite peut être utilisé dans le rôle de frappeur désigné. Oakland remporte le championnat de la division Ouest deux années de suite avec Parker et gagne la Série mondiale 1989.

### Dernières saisons
Parker joue en 1990 pour les Brewers de Milwaukee, dépassant les 90 points produits et obtenant une 7e et dernière invitation à la partie d'étoiles. Avant la campagne 1991, les Brewers le cèdent aux Angels de la Californie en échange d'un joueur plus jeune, Dante Bichette.
Libéré en septembre par les Angels, Parker signe un contrat avec les Blue Jays de Toronto, qu'il aide à décrocher la première place dans la division Est. Puisqu'il est arrivé trop tardivement dans la saison avec les Jays, il n'est cependant pas disponible pour jouer en éliminatoires avec eux.

## Palmarès
- Joueur par excellence de la Ligue nationale (1978).
- Champion frappeur de la Ligue nationale (1977, 1978).
- Sept fois sélectionné pour le match des étoiles (1977, 1979, 1980, 1981, 1985, 1986, 1990).
- Joueur par excellence du match des étoiles (1979).
- Gagnant de 3 Bâtons d'argent (1985, 1986, 1990).
- Gagnant de 3 Gants dorés au poste de voltigeur (1977, 1978, 1979).
- Gagnant de 2 Séries mondiales (1979, 1989).
- A joué dans 3 Séries mondiales (1979, 1988, 1989).
- Meneur de la Ligue nationale pour les coups sûrs (215 en 1977).
- Meneur de la Ligue nationale pour les points produits (125 en 1985).
- Meneur de la Ligue nationale pour les doubles (44 en 1977, 42 en 1985).
- Meneur de la Ligue nationale pour la moyenne de puissance (,541 en 1975 et ,585 en 1978).

En 2466 parties jouées dans les majeures, il a frappé 2712 coups sûrs, dont 526 doubles et 339 coups de circuits. Il a produit 1493 points, en a marqué 1272 en plus de maintenir une moyenne au bâton en carrière de ,290, une moyenne de présence sur les buts de ,339 et une moyenne de puissance de ,471. Il a également volé 154 buts.
Dave Parker affiche des statistiques comparables à celles de plusieurs joueurs membres du Temple de la renommée du baseball, mais a été jusqu'ici incapable de réunir plus de 24,5 % des suffrages au vote annuel, alors que 75 % des voix exprimées sont nécessaires pour être admis au Panthéon. En 2010, il ne recueillait que 15,2 % du vote. Avec un soutien de 15,3 % en 2011, il rate l'élection pour une 15e et dernière année. Un examen de sa candidature par le comité des vétérans du Temple de la renommée est maintenant sa seule chance d'entrer un jour à Cooperstown.